# Ugoda Rusha-Bagota
Ugoda Rusha-Bagota (ang. Rush–Bagot Disarmament) – porozumienie zawarte pomiędzy Wielką Brytanią a USA 28 i 29 kwietnia 1817. Porozumienie w formie wymiany korespondencji było pierwszym układem pomiędzy obu państwami po zakończeniu wojny brytyjsko-amerykańskiej z 1812 roku. Nazwa ugody pochodzi od nazwisk Richarda Rusha, ówczesnego sekretarza stanu USA, i Charlesa Bagota, późniejszego gubernatora generalnego Kanady. 16 kwietnia 1818 zatwierdzona przez Senat USA. Ugoda dotyczyła demilitaryzacji akwenu Wielkich Jezior. Nie definiowała ona granicy pomiędzy USA a Kanadą, lecz rozpoczęła tradycję niefortyfikowania granicy pomiędzy obydwoma krajami.
W rok później zawarta została Konwencja z 1818.